# Antilochos

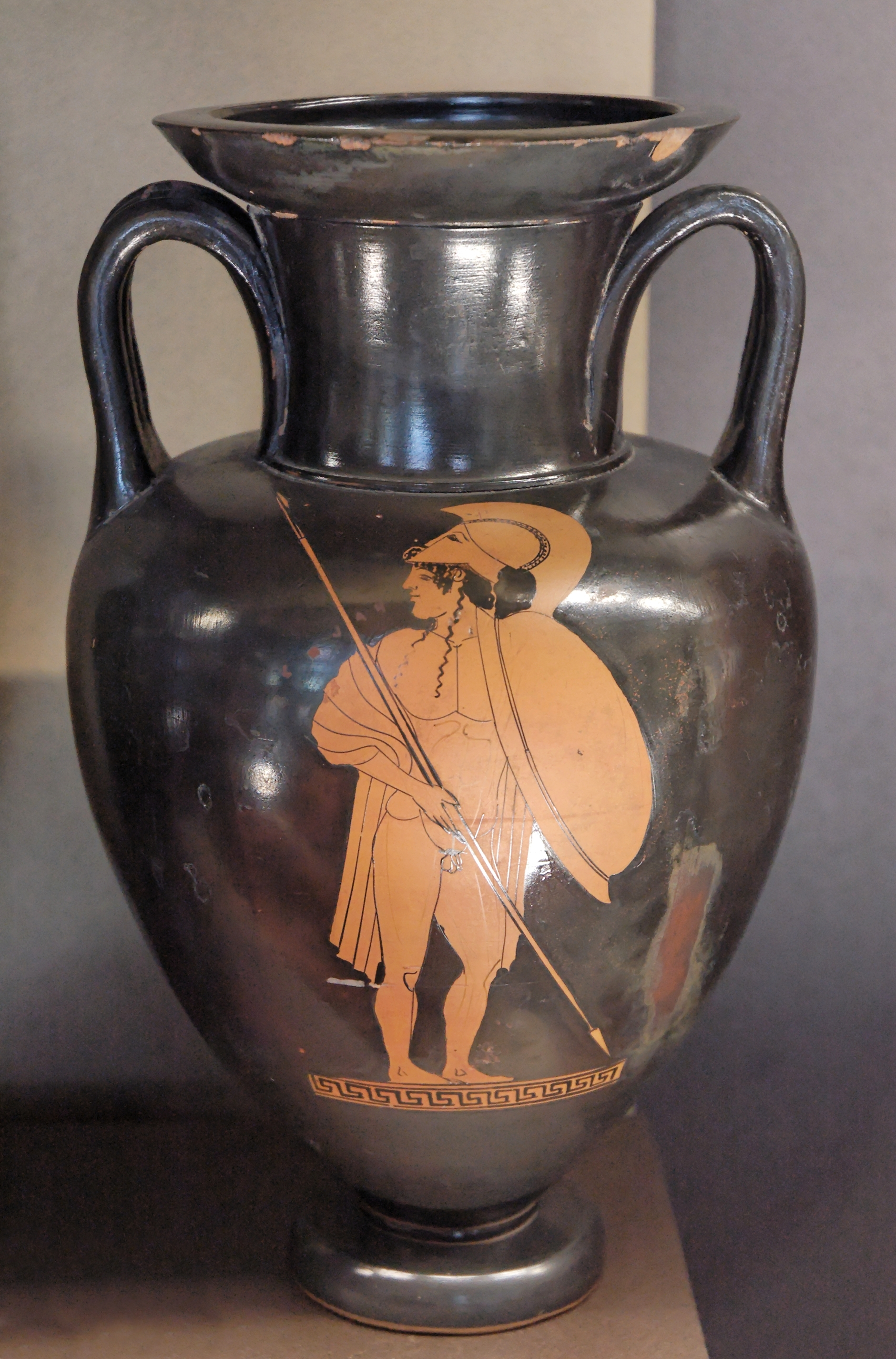
Antilochus

Antilochos, var i grekisk mytologi son till Nestor, och känd bland de framför Troja kämpande grekerna för sin skönhet.
Han var näst efter Patroklos Akilles bästa vän och den förste som meddelade honom om Patroklos död. Antilochos räddade sin far undan etiopiernas kung Memnon men stupade själv för denne. Antilochos aska fick plats i samma gravurna som Patroklos och Akilles.
Asteroiden 1583 Antilochus har fått sitt namn efter Antilochos.